# Youssef Taghi
Youssef Taghi, né en 1983 à Utrecht (Pays-Bas), est un ancien avocat devenu criminel néerlandais opérant pour l'organisation Mocro Maffia de son cousin Ridouan Taghi.
Ayant ouvert son cabinet d'avocats à Maarssen et exerçant également le métier de professeur de droits à l'Université d'Amsterdam. Ses clients principales se trouvent à Utrecht, dans sa ville natale.
Le 1er décembre 2020, il se présente à l'Extra Beveiligde Inrichting (EBI) de Vught pour une demande d'exercer la fonction de quatrième avocat de Ridouan Taghi, son cousin arrêté en décembre 2019 à Dubaï pour être le chef d'une organisation criminelle. Le 11 mars 2021, il reçoit le feu vert des autorités néerlandaises.
Il est arrêté le 8 octobre 2021, alors qu'il était en visite à son cousin à l'EBI. Il aurait planifié un plan d'évasion et fait passé des messages à son organisation criminelle. Au total, il aura visité 98 fois Ridouan Taghi en prison.
Condamné à cinq ans et six mois de prison le 23 janvier 2023, il refuse de livrer des informations à la justice néerlandaise, adoptant la loi du silence.

## Biographie

### Naissance et enfance
Youssef Taghi naît à Utrecht aux Pays-Bas au sein d'une famille aisée, arrivée aux Pays-Bas dans les années 1960 en provenance de Tétouan au nord du Maroc.

### Carrière d'avocat
Youssef Taghi ouvre son propre cabinet d'avocats à Maarssen à Utrecht.
En plus de sa profession d'avocat, Youssef Taghi est également enseignant en tant que conférencier invité à l'Université d'Amsterdam. Il supervise également des travaux pratiques en droit public,.
Pendant la période de pandémie de Covid-19, à distance, il donne quotidiennement cours à distance via Microsoft Teams aux étudiants de l'Université.

### Affaire criminelle
Le 1er décembre 2020 (un an après l'arrestation de Ridouan Taghi à Dubaï), Youssef Taghi se présente et envoie une demande aux autorités néerlandaises pour devenir avocat de Ridouan et de pouvoir lui rendre visite à l'Extra Beveiligde Inrichting (EBI) à Vught. Cependant, le ministère public avait des réserves concernant ces visites prévues, car il était considéré comme inapproprié qu'un avocat soit également un membre de la famille du détenu. De plus, il y avait des préoccupations quant à des violations présumées des règles déontologiques par Youssef Taghi dans une autre affaire, ce qui avait conduit le ministère public à déposer une plainte auprès du Deken, une autorité de supervision des avocats aux Pays-Bas. Finalement, le Deken n'a pas trouvé d'objections, permettant ainsi à Youssef Taghi d'accéder à l'EBI à partir du 11 mars.
En février 2021, la police a reçu des informations des services secrets néerlandais indiquant que Ridouan Taghi continuerait de diriger son organisation criminelle depuis l'EBI. Cette suspicion a été renforcée par des messages interceptés et décryptés envoyés via des téléphones Sky. Ce réseau de téléphones cryptés a été démantelé en mars de la même année par la police néerlandaise et belge. Il est également apparu que Youssef Taghi aurait agi comme messager vers l'extérieur. Ces soupçons ont conduit à l'utilisation de méthodes d'enquête plus approfondies, y compris l'écoute de téléphones, la surveillance et l'écoute secrète de conversations confidentielles entre Youssef Taghi et Ridouan Taghi. Les enquêteurs ont constaté que ces activités semblaient de plus en plus suspectes.
Il est devenu évident que Taghi planifiait une tentative violente d'évasion. Il n'est pas clair si cette tentative était destinée à avoir lieu lors d'une audience du procès Marengo au Bunker, un tribunal à haute sécurité à Amsterdam, lors du transport vers la Bunker ou de l'intérieur de l'EBI. Il est également apparu que Taghi continuait à prendre des décisions concernant le trafic international de cocaïne. De plus, il cherchait des informations sur le personnel de la Dienst Justitiële Inrichtingen, responsable de l'EBI. L'interception du messager a été jugée nécessaire pour mettre fin à la communication depuis la détention et prévenir d'autres incidents. Cependant, il n'y a pas d'indications de l'implication de Youssef Taghi dans l'assassinat de Peter R. de Vries (survenu en 2021), selon le procureur en chef Lucas.
À partir de mars 2021, Youssef Taghi a rendu visite à l'EBI de nombreuses fois, parfois jusqu'à deux fois par semaine. Ils avaient également de fréquents contacts téléphoniques. Le Deken des avocats a été informé de son arrestation vendredi matin.
Plusieurs médias avaient été informés des soupçons depuis plusieurs mois, mais le ministère public n'avait pas confirmé ces informations. En collaboration, il a été décidé de ne pas publier ces informations tant que l'enquête ne serait pas suffisamment avancée.

## Arrestation et enquêtes
- Le 8 octobre 2021, il est arrêté par les forces spéciales des Unités néerlandaises à l'Extra Beveiligde Inrichting à Vught, alors qu'il rendait visite à Ridouan Taghi en tant que quatrième avocat. La police procède également à plusieurs perquisitions, notamment dans son cabinet d'avocats et son domicile familiale qui sont situés à Maarssen à Utrecht.

Après une enquête, l'EBI comptabilise un nombre de 98 visites de Youssef Taghi entre le 11 mars 2021 et le 8 octobre 2021.
La cour considère que Youssef Taghi, en tant qu'ancien avocat, a joué un rôle clé au sein de l'organisation criminelle de Ridouan Taghi. Le 23 juillet 2021, un peu plus d'une semaine après l'assassinat de Peter R. de Vries, la justice a obtenu l'autorisation du juge d'instruction pour intercepter et filmer les conversations entre Youssef Taghi et Ridouan Taghi. Il a fait passer des messages depuis la prison de haute sécurité sur des projets d'évasion et le trafic de drogues. Il a été condamné à 5,5 ans de prison. Selon la cour, l'ancien avocat et cousin de Ridouan Taghi ont agi de manière "sophistiquée". Il savait qu'en tant qu'avocat, il pouvait avoir des conversations confidentielles avec Ridouan Taghi. Par conséquent, selon la cour, Youssef était une "pièce indispensable" de l'organisation criminelle : "Il était le seul à pouvoir avoir des contacts avec Ridouan Taghi à la Extra Beveiligde Inrichting (EBI) de Vught pendant des mois. Il était une personne de confiance."
La cour reproche principalement à Youssef Taghi d'avoir abusé de ses privilèges en tant qu'avocat. Cela fait de cette affaire un "exemple choquant de la manière dont le crime organisé s'infiltre dans le monde légal". "Avec son comportement, il a gravement entaché la confiance en la profession d'avocat et en l'État de droit. Il s'agissait de corrompre des juges et des fonctionnaires : c'est une forme grave de subversion." La cour, tout comme le ministère public, a conclu que le rôle de Youssef Taghi était bien plus important que celui d'un simple "intermédiaire". Il a donné des conseils sur les projets d'évasion et a participé à des plans visant à corrompre des juges au Maroc, au trafic de drogue et à rendre invalide un ancien beau-frère de Ridouan Taghi. "Grâce à lui, l'organisation criminelle a pu continuer." Cependant, la cour n'a pas pu établir si Youssef Taghi avait transmis tous les messages reçus de son cousin à l'extérieur de la prison. Par conséquent, il reste incertain quels messages ont finalement été exécutés, ce qui a conduit la cour à prononcer une peine moins sévère que les 7 ans initialement requis par le ministère public.
Dans les messages entre les deux, il était question, entre autres, d'un plan spectaculaire d'évasion. Ridouan Taghi exigeait l'utilisation de "vrais professionnels, des Navy Seals". 1500 litres d'huile devaient être utilisés pour rendre la route glissante en cas de poursuite. Un plan alternatif consistait à prendre en otage quatre employés de l'EBI. Youssef Taghi a nié avoir transmis des messages concernant ce dernier plan. Youssef a admis avoir agi en tant que messager, mais a affirmé qu'il n'avait pas le choix. Il avait été "attiré millimètre par millimètre". Finalement, il s'est retrouvé dans une situation terrible, partagé entre sa conscience morale en tant qu'avocat et la sécurité de sa famille. Dire "non" à son cousin ou se tourner vers la police n'était pas une option en raison de la "réputation impitoyable" de Ridouan Taghi, qui avait l'adage "celui qui parle, mourra".
La cour critique cette position : "Les messages écrits ne montrent pas que Ridouan Taghi a traité son cousin de manière autoritaire ou coercitive. Il n'est donc pas possible de déterminer s'il a été soumis à une pression. S'il en avait été ainsi, il s'était mis lui-même dans cette position."
Finalement, la police l'a arrêté le 8 octobre 2021 lors de sa 98e visite à Ridouan. Les enquêteurs avaient secrètement enregistré et filmé les visites au cours des semaines précédentes. La police a observé comment Ridouan et son cousin chuchotaient, écrivaient des messages et se les montraient derrière une vitre, puis rayaient soigneusement les textes. Youssef prenait des photos des messages et les transmettait à l'organisation de Ridouan Taghi.
Le 21 septembre 2022, Yassine Bouchikhi et Haroon Raza deviennent officiellement les avocats de Youssef Taghi.

## Procès et condamnation
Le procès de Youssef Taghi concerne les accusations selon lesquelles il aurait agi en tant qu'intermédiaire entre son cousin Ridouan Taghi. Voici un résumé des principaux points du procès :
- Youssef Taghi, cousin de Ridouan Taghi, est accusé d'avoir servi d'intermédiaire entre son cousin, incarcéré à la prison de haute sécurité Extra Beveiligde Inrichting (EBI) à Vught, et des membres de la famille et des associés en dehors de la prison.
- Le procès révèle que Youssef Taghi aurait joué un rôle clé en faisant passer des messages et des informations entre Ridouan Taghi et l'extérieur, y compris des plans d'évasion et de trafic de drogues.
- Youssef Taghi aurait utilisé son statut d'avocat pour établir un lien de confiance avec Ridouan Taghi, lui permettant d'être le seul à avoir des contacts réguliers avec lui en prison.
- La cour reproche à Youssef Taghi d'avoir abusé de ses privilèges en tant qu'avocat et d'avoir contribué à la poursuite des activités criminelles de Ridouan Taghi.
- Le procès révèle des conversations et des messages qui traitent notamment d'un plan d'évasion spectaculaire, avec des références à l'utilisation de "Navy Seals" et de 1500 litres d'huile pour rendre les routes glissantes en cas de poursuite.
- Youssef Taghi affirme qu'il était pris au piège et qu'il n'avait pas d'autre choix que de continuer à aider Ridouan Taghi en tant qu'intermédiaire. Il craignait les conséquences de refuser ou de coopérer avec les plans criminels de son cousin.
- Les enquêteurs ont secrètement enregistré des conversations et des visites entre Youssef et Ridouan Taghi, ce qui a finalement conduit à l'arrestation de Youssef en octobre 2021.

La cour devait examiner en détail les preuves et les témoignages, et le procès se poursuivrait avec les plaidoiries de la défense et du ministère public. La décision qui tombe le 23 janvier 2023 est une condamnation de 5 ans et 6 mois de prison pour participation à une organisation criminelle à base de messages PGP décryptés : tentative d'évasion (plan bios), trafic de drogues, blanchiment d'argent et le plan d'une lourde agression d'un agent de sécurité de la prison dans le monde extérieur. Youssef Taghi est également démis de ses fonctions d'avocat.
La peine de cinq ans et six mois de prison est inférieure à la réquisition du ministère public, qui avait demandé sept ans. Le tribunal indique que l'ensemble des messages du dossier n'a pas été divulgué, et il n'est pas clair quels actes criminels ont effectivement été commis sur la base de la transmission de ces messages. De plus, le tribunal ne peut pas établir si Youssef a transmis ces informations sous pression ou de son plein gré,.
Youssef n'était pas présent au tribunal pour entendre le verdict. Lors de l'audience précédente, il avait déclaré qu'il serait présent. Youssef a déclaré lors de l'audience que sa participation se limitait à être "un simple messager". Il a affirmé avoir été entraîné dans cette affaire sans avoir eu le choix.

### Refus d'appel
En février 2023, le tribunal refuse l'appel dans l'affaire pénale contre Youssef Taghi. Tant le ministère public que l'avocat de Youssef, André Seebregts, acceptent le jugement du tribunal d'Amsterdam, qui a condamné Youssef Taghi à une peine de 5,5 ans de prison le mois dernier.
Le tribunal avait requis sept ans de prison. Selon le tribunal, il est prouvé que Youssef Taghi a joué un "rôle clé" dans l'organisation criminelle de Taghi. Il a apporté une "contribution essentielle" et était "un maillon indispensable", tout en ayant abusé de manière "très raffinée" de sa position confidentielle d'avocat.

## Réactions
Après son arrestation, un étudiant de l'Université d'Amsterdam déclare qu'il était en contact régulier avec Youssef Taghi via Microsoft Teams pendant la période de la pandémie de Covid-19 : « C'est un homme très sympathique. J'ai donc été très surpris d'apprendre vendredi que mon ancien mentor avait été arrêté. ». D'autres étudiants le décrivent comme aimable et compétent dans son rôle pédagogique, bien qu'ils aient noté une ressemblance frappante avec son cousin, Ridouan Taghi.
L'arrestation de Youssef Taghi suscite des inquiétudes quant à l'abus potentiel de sa profession d'avocat pour des activités criminelles. Dans un contexte où l'avocat Derk Wiersum a été assassiné en raison de son rôle dans la défense d'une personne devenue informateur de justice, ces préoccupations sont amplifiées. Les autorités cherchent à s'assurer que les droits des accusés sont préservés, mais sans que cela serve de couverture pour des activités illégales.

### Ouvrages
Cette bibliographie est indicative.
Cette bibliographie est indicative.
 : document utilisé comme source pour la rédaction de cet article.
- (nl) Wouter Laumans et Marijn Schrijver, Mocro Maffia, Lebowskipublishers, 2015, 256 p. (ISBN 978-90-488-2803-6)
- (nl) Wouter Laumans et Marijn Schrijver, Wraak, Amsterdam, Lebowski, 2019, 224 p. (ISBN 978-90-488-3621-5)

### Documentaires et reportages
- [vidéo] (nl) Geheime communicatie Taghi op straat na tonen beelden, De Telegraaf, 2022
- [vidéo] (nl) Advocaat Taghi "onmisbare schakel" in criminele organisatie, AT5, 2023
- [vidéo] (nl) Neef van crimineel Taghi moet 5,5 jaar de cel in, NOS Journaal, 2023